# Tomophyllum inconspicuum
Tomophyllum inconspicuum là một loài thực vật có mạch trong họ Polypodiaceae. Loài này được (Blume) Parris mô tả khoa học đầu tiên năm 2007.